# باشگاه فوتبال کینگز لین تاون
باشگاه فوتبال کینگز لین تاون (به انگلیسی: King's Lynn Town Football Club) یک باشگاه فوتبال در شهر کینگز لین، کشور انگلستان است که در سال ۲۰۱۰ میلادی تأسیس شده‌است.